# Chevrolet Sequel

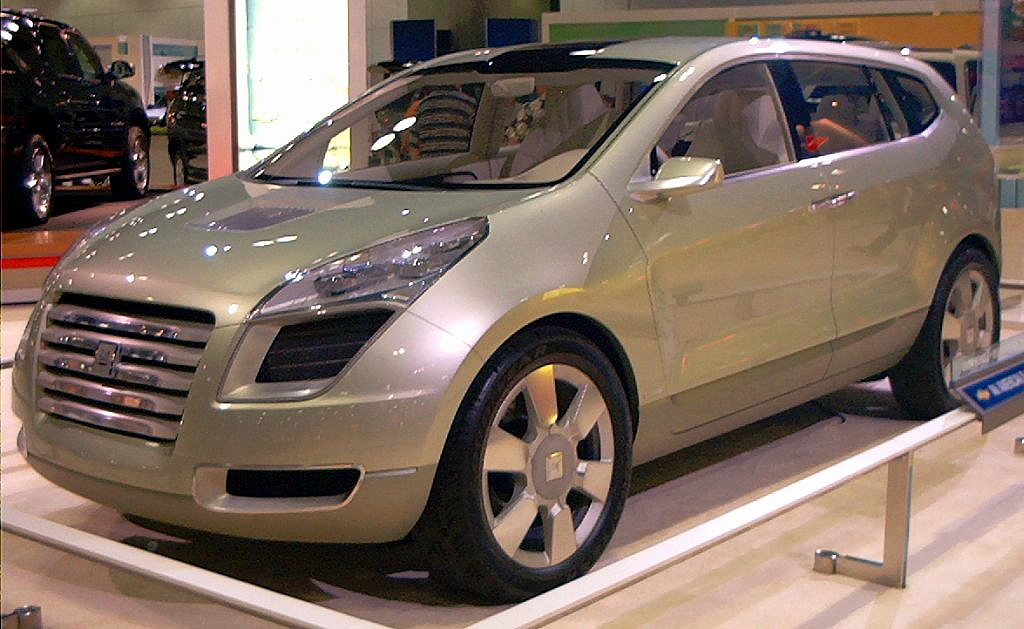
Chevrolet Sequel, concept-car.

Le Chevrolet Sequel était un concept-car à propulsion hydrogène et un SUV Chevrolet, utilisant la dernière génération de technologie des piles à combustible de General Motors.
Le groupe motopropulseur du Sequel comprend une unité de commande électronique et une version de la quatrième génération de pile à combustible de GM. Le Sequel est devenu la base de conception du Chevrolet Traverse à essence, qui remplaçait le monospace Uplander.

## Caractéristiques
La pile à combustible du Sequel a une puissance nominale de 73 kW (98 ch), complétée par une batterie au lithium-ion de 65 kW. Un moteur électrique de 65 kW entraîne les roues avant et des moteurs individuels de 25 kW aux roues (à l'extérieur des freins arrière) entraînent chaque roue arrière, fournissant une puissance de traction totale de 115 kW. 
Le Sequel stocke 8 kg d'hydrogène gazeux dans trois réservoirs de carburant cylindriques en composite de carbone, pressurisés à 700 bars et montés longitudinalement sous le plancher de la cabine. En conséquence, l'autonomie du véhicule est supérieure à 480 km.
Le Sequel est juste court de cinq mètres de long (4994 mm, 196,1 pouces), sur un empattement de même longueur (3040 mm, 119,7 pouces), afin d'accueillir les réservoirs de carburant extrêmement longs.

## Production possible
GM ne s'est pas engagé à construire le Sequel. Cependant, le vice-président de GM, Bob Lutz, a déclaré qu'il inciterait le conseil stratégique de l'entreprise à approuver la production complète d'un véhicule à pile à combustible d'ici l'année modèle 2011. En raison du coût extrêmement élevé des piles à combustible, GM a choisi de construire plusieurs véhicules hydrogène sur base du Chevrolet Equinox comme bancs d'essai. Il décide alors de changer de cap pour les véhicules à carburants alternatifs, et dévoile le concept Volt en 2008, suivi de la version de série en 2010. En octobre 2006, GM avait construit deux Sequel.